# Вишна Мишља
Вишна Мишља (слч. Vyšná Myšľa) насељено је мјесто са административним статусом сеоске општине (слч. obec) у округу Кошице-околина, у Кошичком крају, Словачка Република.

## Становништво
| Година:    | 1994. | 2004.   | 2014.   | 2024.   |
| ---------- | ----- | ------- | ------- | ------- |
| Број људи: | 840   | 888     | 971     | 999     |
| Разлика:   |       | +5,71 % | +9,34 % | +2,88 % |

| Година:    | 2023. | 2024. |
| ---------- | ----- | ----- |
| Број људи: | 999   | 999   |
| Разлика:   |       | +0 %  |

Према подацима о броју становника из 2011. године насеље је имало 951 становника.